# Euastrum inerme
Euastrum inerme là một loài Song tinh tảo trong họ Desmidiaceae, thuộc chi Euastrum.